# オオクイナ
オオクイナ（大水鶏、Rallina eurizonoides）は、ツル目クイナ科オオクイナ属に分類される鳥類。

## 分布
- R. e. amauroptera

インド、スリランカ
冬季になるとスリランカへ南下し越冬する。
- R. e. eurizonoides

フィリピン
- R. e. formosana

台湾
- R. e. minahasa

インドネシア（スラウェシ島、スラ諸島）
- R. e. sepiaria　オオクイナ

日本（八重山列島、沖縄島、宮古島）
- R. e. telmatophila

インドネシア（ジャワ島、スマトラ島）、カンボジア、タイ、ベトナム、マレーシア、ミャンマー
冬季になるとジャワ島やスマトラ島へ南下し越冬する。

## 形態
全長21-26センチメートル。翼開張47.5センチメートル。和名はヒクイナより大型であることが由来。頭部や胸部の羽衣は赤褐色。後頸から体上面の羽衣は暗緑褐色や暗黄褐色。腹部から尾羽基部の下面を被う羽毛（下尾筒）は白く、黒や灰黒色の横縞が入る。
虹彩は赤い。嘴は緑色で、先端は暗褐色。後肢は灰緑色。
幼鳥は羽衣が暗黄褐色。虹彩は褐色。
- R. e. sepiaria　オオクイナ

最大亜種。

## 分類
- Rallina eurizonoides amauroptera
- Rallina eurizonoides eurizonoides　(Lafresnaye, 1845)
- Rallina eurizonoides formosana
- Rallina eurizonoides minahasa
- Rallina eurizonoides sepiaria　(Stejneger, 1887)　オオクイナ
- Rallina eurizonoides telmatophila

## 生態
標高1,600メートル以下にある常緑広葉樹林や草原などに生息する。夜行性。
食性は雑食で、昆虫、貝類、植物の根、種子などを食べる。
繁殖形態は卵生。繁殖期には縄張りを形成する。4-8月に地表や地表から1メートルの高さにある樹上に枯草を組み合わせた巣を作り、4-8個の卵を産む。雌雄交代で抱卵し、抱卵期間は14日。

## 人間との関係
日本では人為的に移入されたイヌやノネコなどによる捕食による生息数の減少が懸念されている。また生息数が増加しているシロハラクイナとの競合によっても生息数が減少している。
- R. e. sepiaria　オオクイナ

絶滅危惧IB類 (EN)（環境省レッドリスト）